# 加尼
加尼（法語：Gagny，法語發音：[ɡaɲi] ⓘ）是法国法蘭西島大區塞纳-圣但尼省的一个市镇，位于该省中东部，属于勒兰西区。

## 地理
加尼（48°52'54"N, 2°32'20"E）面积6.83 平方千米，位于法国法蘭西島大區塞纳-圣但尼省，该省份为法国北部内陆省份，毗邻巴黎。
与加尼接壤的市镇（或旧市镇、城区）包括：克利希苏布瓦、马恩河畔讷伊、谢勒、马恩河畔古尔奈、蒙费梅伊、勒兰西、维勒蒙布勒。
加尼的时区为UTC+01:00、UTC+02:00（夏令时）。

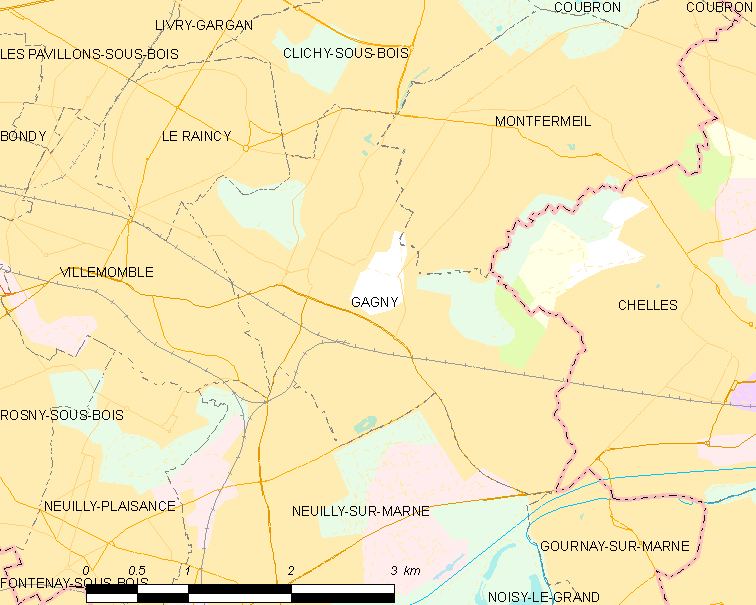
加尼的OSM定位图

## 行政
加尼的邮政编码为93220，INSEE市镇编码为93032。

## 政治
加尼所属的省级选区为加尼县。

## 交通
加尼站是法兰西岛大区快铁E线上的一个车站。

## 人口

1962-2008年间加尼人口变化图示

加尼于2022年1月1日时的人口数量为40790人。